# Akaricid
Akaricidy je skupina pesticidů určených k hubení roztočů (z latinského Acarina). Někdy se též používá termín miticidy (z anglického označení mite).
Dle povahy jde například o karbamáty, antibiotické miticidy, formamidiny, chlororganické látky, permetrin nebo organofosfáty. Ve vinařství se používají také sloučeniny síry.

## Seznam akaricidů
Řada insekticidů má také více či méně akaricidní účinky a opačně, takže o mnoha látkách nelze hovořit čistě jako o akaricidu nebo insekticidu. Seznam není kompletní a obsahuje především široce používané látky.
| název               | vzorec              | produkt                    | kategorie, poznámka                                                         |
| ------------------- | ------------------- | -------------------------- | --------------------------------------------------------------------------- |
| abamektin           | C48H72O14 C47H70O14 | Vertimec, Avid             | avermektin, insekticidní i akaricidní účinky                                |
| acequinocyl         | C24H32O4            | Canemite, Shuttle          | estery karboxylových kyselin                                                |
| azadirachtin        | C35H44O16           | NeemAzal                   | limonoid, insekticid s částečným repelentně-akaricidním účinkem             |
| bifenazát           | C17H20N2O3          | Floramite                  | karbazát                                                                    |
| bifenthrin          | C23H22ClF3O2        | Talstar                    | pyrethroid, insekticidní i akaricidní účinky                                |
| clofentezin         | C14H8Cl2N4          | Apollo, Ovation            | chinoxalin                                                                  |
| cyflumetofen        | C24H24F3NO4         | Nealta                     | β-ketonitrilderiváty                                                        |
| draselné mýdlo      | CH3(CH2)nCO2− K+    | Neudosan                   | draselné soli přírodních mastných kyselin; insekticidní i akaricidní účinky |
| etoxazol            | C21H23F2NO2         | Borneo, TetraSan, Paramite | fluoroaren, insekticidní i akaricidní účinky                                |
| fenopyroximát       | C24H27N3O4          | Ortus, Akari               | pyrazol                                                                     |
| hexythiazox         | C17H21ClN2O2S       | Nissorun, Hexygon          | thiazolidin / karboxamid                                                    |
| chlorfenapyr        | C15H11BrClF3N2O     | Pylon                      | halogenované pyrroly, insekticidní i akaricidní účinky                      |
| imidacloprid        | C9H10ClN5O2         | Confidor, Admire, Gaucho   | neonikotinoid, insekticid s částečným akaricidním účinkem                   |
| karanjin            | C18H12O4            | Rock Effect                | furanoflavonol, insekticidní i akaricidní účinky                            |
| polysulfid vápenatý | CaSn                | Sulka                      | fungicid, akaricid, insekticid                                              |
| propargit           | C19H26O4S           | Omite                      | organosulfid, v ČR zakázaný                                                 |
| pyridaben           | C19H25ClN2OS        | Sanmite                    | organochlorid, insekticidní i akaricidní účinky                             |
| spiromesifen        | C23H30O4            | Oberon, Forbid, Judo       | derivát kyseliny tetronové, insekticidní i akaricidní účinky                |